# Sporth Clube Corinthians
Sporth Clube Corinthians foi uma agremiação esportiva brasileira, sediada em Guará, no Distrito Federal.

## História
Fundado em 31 de março de 1976, o clube disputou o Torneio Imprensa de 1977.[carece de fontes?] Em 16 de abril de 1978 o clube fez o jogo de inauguração do Estádio Antônio Otoni Filho. Sua última grande partida foi um amistoso contra o Club de Regatas Vasco da Gama no dia  22 de junho de 1978.